# 이병용 (성우)
이병용(1972년 4월 19일 ~ )은 대한민국의 성우이다. 2006년 KBS 32기로 입사했으며 한국방송 성우극회 소속.

## 주요 출연작품

### 애니메이션
- 흑집사 (애니박스) - 아즈로

### 애니메이션 영화
- 드래곤볼 Z: 신들의 전쟁 - 거북도사
- 스트레인지 월드 - 해설

### 영화
- 사이즈의 문제 (KBS)
- 모범시민 (KBS) - 기자(조지 펠레그리노)
- 열혈남아 (KBS) - 불량배(진지휘)
- 캐치 미 이프 유 캔 (KBS) - 클럽 회장(제임스 브롤린) / 수표 전문가(알프레드 데니스)
- 티벳에서의 7년 (KBS) - 중국 대사관(황자강)
- 첫 키스만 50번째 (KBS) - 중년 남자(피터 첸)
- 더 레이디 (KBS) - 레오(사하작 본다나킷)
- 프로젝트 님 (KBS) - 밥 잉거솔
- 콘스탄트 가드너 (KBS) - 조모 (버나드 오티에노 오두오)
- 맹룡과강 (KBS) - 지미(소기린) / 토마스(진복경)
- 위대한 탄생 (KBS)
- 백설공주 (디즈니) - 심술이(마틴 클레바)

### 외화
- 닥터후 시즌 7(KBS) - 알렉시(리단)
- 닥터후 시즌 8(KBS) - 리틀 존(러스티 고프), 요리사(스콧 스티븐슨), 아흐메드 대령(산지브 바스카)
- 닥터후 2014년 크리스마스 스페셜(KBS) - 요정 이안(댄 스타키)
- 닥터후 시즌 10(KBS) - 파이 장수(2화) / 닙스(이안 휴즈,9화) / 잭도우(이안 비티,9화)
- 디셉션(KBS) - 이지(조슈아 하토)
- 리썰 웨폰(KBS) - 레본(루돌프 마틴) / 데스몬드(퀸시 덱웨) / 알레르토(마르코 로드리게스) / 채플(네드 본)
- 삼국지 (KBS) - 환관 / 서황
- 셜록 시즌 4(KBS) - 애드윈 경(사이먼 쿤즈) / 영국 대사의 남편(해리 고스텔로)
- 초한지 (KBS) - 하후영 (임붕)
- 콜드 케이스 시즌 1(KBS) - 에드(샘 스카버)
- 언더 커버 (KBS) - 리키(프레이저 에이리스) / 구치소장

### 방송
- 동물의 세계 (KBS) - 앨런 쿠퍼

### 게임
- 거울전쟁 : 은의 여인